# The Pendulum of Fate (film 1913)
The Pendulum of Fate è un cortometraggio muto del 1913 diretto da Hardee Kirkland.

## Produzione
Il film fu prodotto dalla Selig Polyscope Company.

## Distribuzione
Distribuito dalla General Film Company, il film - un cortometraggio in due bobine - uscì nelle sale cinematografiche statunitensi il 27 ottobre 1913.